# Thomas Willis

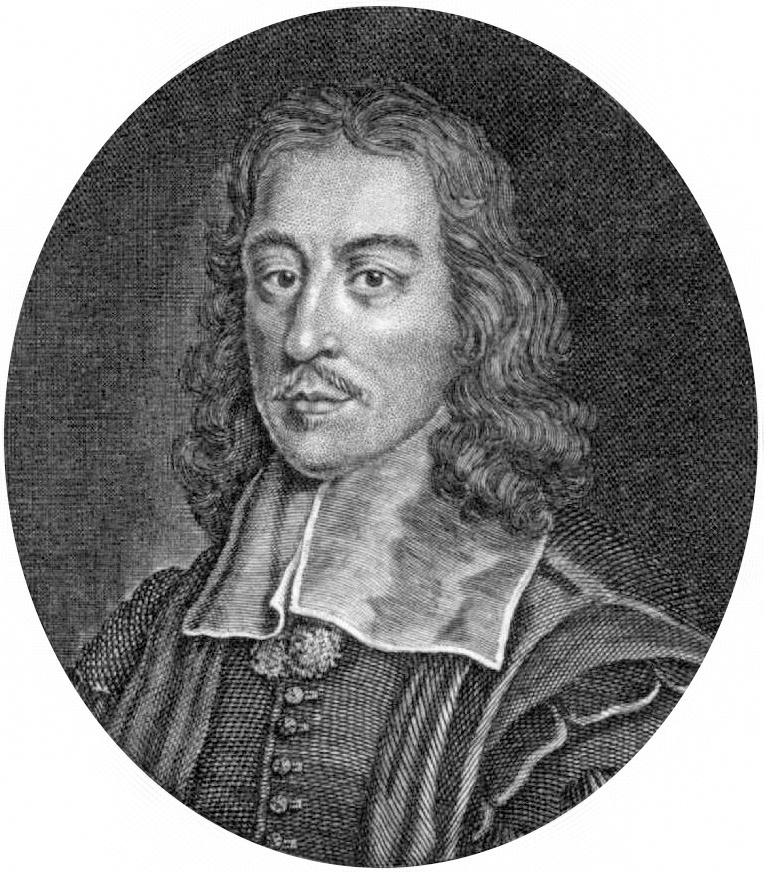
Thomas Willis

Thomas Willis (ur. 27 stycznia 1621, zm. 11 listopada 1675) – angielski lekarz anatom. Jeden z twórców neurologii.
Urodził się w Wiltshire. Członek grupy założycielskiej Royal Society. W latach 1658–1660 był profesorem uniwersytetu w Oksfordzie. Z Oxfordu przeniósł się do Londynu gdzie był lekarzem praktykiem. Opisał sieć tętniczą podstawy mózgu znaną jako koło tętnicze Willisa. Przyniosło mu to rozgłos i sławę. Uważany był za lidera szkoły jatrochemii w Anglii. Obserwował bóle migrenowe Anny Fitch (Lady Conway) od 12. do 48. roku jej życia i opisał ten przypadek kliniczny. Jako pierwszy opisał zespół niespokojnych nóg a jako jeden z pierwszych postulował naczyniową teorię migreny (wazodylatacja).